# Badminton ai Giochi della XXXII Olimpiade
I tornei di badminton ai Giochi della XXXII Olimpiade si sono svolti tra il 24 luglio e il 2 agosto 2021 al Musashino Forest Sport Plaza. Un totale di 172 atleti si sono sfidati in cinque eventi: singolo e doppio maschile, singolo e doppio femminile, doppio misto.

## Calendario
| Uomini |  |  |  |  |  |  |        | Doppio |         | Singolo | 2 |
| Donne  |  |  |  |  |  |  |        |        | Singolo | Doppio  | 2 |
| Misto  |  |  |  |  |  |  | Doppio |        |         |         | 1 |
| Totale |  |  |  |  |  |  | 1      | 1      | 1       | 2       | 5 |

|  | Qualificazioni |  | Finali |

## Podi

### Uomini
| Evento                      | Oro                                 | Argento                   | Bronzo                           |
| Singolo maschile (dettagli) | Viktor Axelsen                      | Chen Long                 | Anthony Sinisuka Ginting         |
| Doppio maschile (dettagli)  | Taipei cinese Lee Yang Wang Chi-lin | Cina Li Junhui Liu Yuchen | Malaysia Aaron Chia Soh Wooi Yik |

### Donne
| Evento                       | Oro                                     | Argento                        | Bronzo                                 |
| Singolo femminile (dettagli) | Chen Yufei                              | Tai Tzu-ying                   | Pusarla Sindhu                         |
| Doppio femminile (dettagli)  | Indonesia Greysia Polii Apriyani Rahayu | Cina Chen Qing Chen Jia Yi Fan | Corea del Sud Kim Soyeong Kong Heeyong |

### Misto
| Evento                  | Oro                            | Argento                        | Bronzo                                 |
| Doppio misto (dettagli) | Cina Wang Yilyu Huang Dongping | Cina Zheng Siwei Huang Yaqiong | Giappone Yūta Watanabe Arisa Higashino |

## Medagliere
| Pos.   | Paese         | Oro | Argento | Bronzo | Totale |
| ------ | ------------- | --- | ------- | ------ | ------ |
| 1      | Cina          | 2   | 4       | 0      | 6      |
| 2      | Taipei cinese | 1   | 1       | 0      | 2      |
| 3      | Indonesia     | 1   | 0       | 1      | 2      |
| 4      | Danimarca     | 1   | 0       | 0      | 1      |
| 5      | Giappone      | 0   | 0       | 1      | 1      |
| 5      | India         | 0   | 0       | 1      | 1      |
| 5      | Malaysia      | 0   | 0       | 1      | 1      |
| 5      | Corea del Sud | 0   | 0       | 1      | 1      |
| Totale | Totale        | 5   | 5       | 5      | 15     |